# Licínio Atanásio Cardoso
Licínio Atanásio Cardoso (Lavras do Sul, 2 de maio de 1852 — Lisboa, 1º de junho de 1926) foi um militar, engenheiro, professor, médico, matemático brasileiro.

## Biografia
Filho de Vicente Xavier Cardoso e de Felisbina Barcelos do Santo, concluiu a Escola Militar em 1874. Em 1879, concluiu o curso de engenharia militar, sendo nomeado no ano seguinte professor do curso preparatório.. Promovido a capitão, em 1885, no ano seguinte foi nomeado professor de matemática da Escola Politécnica do Rio de Janeiro.
Em 1900 formou-se em medicina, dedicando-se a homeopatia. Como presidente do Instituto Hahnemanniano do Brasil, não conseguiu introduzir o ensino da homeopatia na Faculdade de Medicina do Rio de Janeiro. Em 10 de abril de 1912 fundou a Faculdade Hahnemanniana e em 1916, o Hospital Hahnemanniano com instalações à Rua Frei Caneca 94 em terreno e edificações obtidas do Governo da República.
Em 1923, publicou a obra Dyniotherapia autonosica. Dinioterapia Autonósica, também conhecida como auto-hemoterapia, é uma prática da isopatia onde o sangue venoso, após ser aquecido até 37,5 °C durante um dia inteiro e depois dinamizado para ser aplicado pela via intramuscular.